# Lüscherz
Lüscherz (em francês: Locras) é uma comuna da Suíça, situada no distrito administrativo de Seeland, no cantão de Berna. Tem 5,4 km² de área e sua população em 2018 foi estimada em 559 habitantes.